# Libra de Nueva Escocia
La libra de Nueva Escocia o bien libra neoescocesa fue la unidad monetaria intermitente de la colonia británica de Nueva Escocia desde 1812 (solo billetes) y 1823 (con monetiformes) hasta 1825 y desde 1832 hasta 1860, aunque no se discontinuó la emisión de papel moneda. Surgió para paliar la escasez de numerario de la libra esterlina y de peniques de cobre del chelín colonial en la primera etapa, y posteriormente de fraccionarios del dólar del ancla de la América británica y numerarios de los peniques de plata del chelín colonial en la segunda etapa. Equivalía a la libra esterlina y tenía paridad con los dólares españoles, por lo que se subdividía en 20 chelines o 240 peniques y por ello circularían a la par.

## Historia
La península neoescosesa era parte de la colonia francesa de Acadia que comenzó en 1604 con la colonización de la pequeña isla del río Sainte-Croix en 1604-1605 y de Port Royal desde 1605, por lo que desde el inicio de su población permanente comenzaron a circular entre sus habitantes los dólares españoles que eran internacionales y las escasas monedas de la libra francesa, pero en 1621 cayó en poder de los escoceses y adonde comenzarían a circular las monedas de la libra escocesa.
En 1629 los franceses fortificaron la adyacente Isla Real (Île Royale, en francés) o bien isla de Cabo Bretón (aunque fue deshabitada en 1660) y en 1631 recobraron la parte continental no colonizada de la provincia acadiana por la fundación de Fort La Tour y en 1632 fue recuperada por los franceses la parte peninsular neoescocesa con la capital Port Royal pero volvieron a perder el territorio de Acadia en 1654 que se transformó nuevamente en una colonia escocesa, por lo que volvería la libra escocesa hasta 1667, año en que fue otra vez recuperada y adonde empezaron a circular las escasas monedas de la libra francesa y las recicladas monedas fraccionarias de vellón de la libra de las Colonias Francesas americanas.
Durante la guerra del rey Guillermo en el año 1689 —la guerra de los Nueve Años anglo-francesa en América— los ingleses usurparon Nueva Escocia que anexaron a su colonia de Massachusetts, comenzando a circular su libra colonial en papel moneda, por lo que en el interior continental acadiano o bien Nueva Brunswick los franceses fundaron en 1690 a Fort Nashwaak. Por el tratado de Rijswijk de 1697, el rey inglés que también era el soberano escocés devolvió la península acadiana o neoescocesa a los franceses, volviendo a circular la libra colonial.
Nuevamente la península fue usurpada por los británicos desde 1710, a consecuencia de la guerra de la reina Ana —la contrapartida anglo-francesa norteamericana de la guerra de sucesión española en Europa— junto a la isla San Juan y la isla Real, y dicha ocupación fue confirmada en 1713 por el Tratado de Utretch, a excepción de dichas ínsulas, pero a falta de numerario colonial y de la metrópoli volvería a adoptar la libra massachusettense hasta 1722, porque llegarían las piezas fraccionarias del chelín colonial «de la rosa americana» y «de Hibernia».
A consecuencia de lo anterior, la despoblada colonia francesa de Isla Real o bien isla de Cabo Bretón volvió a poblarse en 1713 y como la vecina isla San Juan o bien isla del Príncipe Eduardo recién fue colonizada por los franceses en 1720 por la fundación de Port La-Joye —que estaba ubicado en la parte suroeste de la bahía, enfrente de la actual Charlottetown— comenzó a poblarse de granjeros acadianos por toda la isla y en 1734 pasó a depender de la colonia francesa de la isla de Cabo Bretón, en donde circulaban las libras coloniales francesas.
En Nueva Escocia surgió la tasación de Halifax —se había establecido hacia 1750 en dicha capital neoescocesa— que valoró al dólar español, que se había transformado en una moneda internacional, en 5 chelines o bien en 60 peniques. Al fijarse en 6 peniques más alto que el contenido real de plata de las piezas, lograba mantener las monedas en circulación, ya que no había ninguna ventaja en fundir el metal de las mismas.
En 1758 los británicos de la colonia de Nueva Escocia anexionaron la isla San Juan, hasta que esta se separó en 1769 para formar la «colonia de la isla de San Juan» (Colony of Saint John Island, en inglés) que cambiaría su nombre en 1798 por el de colonia de la isla del Príncipe Eduardo (Colony of Prince Edward Island, en inglés). En esta etapa seguían circulando los dólares españoles, pero comenzaron a llegar algunas monedas de la libra esterlina y principalmente las piezas fraccionarias de los peniques de cobre «de voce populi», «de Pitt», «de Machin» y «del Barco» del chelín colonial angloamericano hasta que comenzarían a escasear.
Al tener carencia de numerario en 1812, comenzó a emitir papel moneda y además en 1823 para paliar la carencia de fraccionarios también empezaron a acuñar fichas privadas monetiformes o tokens, hasta que el Reino Unido de Gran Bretaña e Irlanda (nombre usado desde 1808) adoptó el patrón oro en 1821 y en cuanto comenzaron las guerras de independencia hispanoamericanas, empezaría a agotarse la fuente del dólar español. La forma en que intentó atraer al ámbito de su libra esterlina, fue crear el dólar británico colonial con paridad con el dólar español y ambos con la libra, y así surgió en 1822 el dólar del ancla de la América británica que circuló en la península neoescocesa pero a falta de nuevas acuñaciones también comenzaría a escasear.
En 1825 se hizo obligatorio el uso de la libra esterlina en todo el Imperio británico, aunque con una paridad con el dólar español que no tuvo éxito, sumado a que la cantidad que ingresaba era mínima, y por lo cual la metrópoli comenzó a mandar a las posesiones americanas unos peniques de plata coloniales en 1831 y para que tuvieran más éxito cambiaron la paridad antedicha en 1838 y que consistiría en que un dólar español equivaldría a cuatro chelines con dos peniques.
Pero estas nuevas medidas no paliaron la escasez de fraccionarios de la colonia, por lo que volvieron a acuñar tokens propios de cobre desde 1832 hasta 1856 y circularon hasta que la colonia cambió su moneda al dólar de Nueva Escocia en 1861.

## Billetes
El Tesoro del Gobierno Provincial introdujo por primera vez papel moneda en el año 1812 en varias denominaciones: de 1, 2½ , 5 y 50 libras neoescocesas. y desde 1813 hasta 1830, se emitieron billetes de 1, 2 y 5 libras neoescocesas, y en este último año  se añadieron los billetes de 5 y 10 chelines.
Dos bancos autorizados también emitieron billetes coloniales, la Halifax Banking Company emitió billetes a partir de 1825 en varias denominaciones: de  1½, 5, 6 y 7 libras neoescocersas,  y el  Banco de Nova Scotia recién comenzó a emitir billetes en 1834, también con varias denominaciones: de 1½, 2, 2½, 5¼, 6, 7, 7½ y 10 libras neoescocesas.

## Fichas monetiformes otokens
Por la escasez de monedas y por la falta de autorización real de crear unas propias, se acuñaron unas fichas monetiformes o  tokens de cobre en 1823 y en 1824 en la Royal Canadian Mint de Otawa pero sin marca de ceca, con el aval de la «Oficina Colonial Británica de Nueva Escocia», para retirar ensayos de fichas privadas desde 1811 a 1820 que seguían circulando junto a los token de herrero anglo-norteamericanos desde 1825 y para paliar la escasez de numerarios de la libra esterlina, de fraccionarios de los peniques de plata del chelín colonial  y la carencia de monedas del dólar del ancla de la América británica.
Nuevamente se acuñaron unos tokens en 1832, 1840 y 1843 en la Royal Canadian Mint de Otawa y en 1856 en Heaton's Mint de Birmingham por el grabador Leonard Charles Wyon (todas sin marca de ceca), para paliar la falta de monedas del dólar del ancla, de la libra esterlina y de fraccionarios de los peniques de plata del chelín colonial. En la lista subsiguiente se detallan cada una:
- 1⁄2 penique de cobre con año 1823 de 28 mm de diámetro, en el anverso con un busto masculino erecto, de perfil izquierdo, con cabello corto y laureado (que representa al rey Jorge IV del Reino Unido) y orlado con la leyenda en inglés: PROVINCE OF NOVA SCOTIA, y en el reverso con una flor de cardo con dos hojas grandes orlada con la leyenda en inglés: HALFPENNY TOKEN y en el exergo con el año: 1823.[14]
- De cobre con años 1824 y 1832, con anverso y reverso semejante al anterior pero con la cara del rey levemente hacia adelante.[14]
- De cobre con años 1840 y 1843, con anverso y reverso semejante al anterior pero con busto femenino joven, de perfil izquierdo y con cabello recogido con dos citas (que representa a la reina Victoria del Reino Unido).[14]
- De cobre con año 1856, en el anverso con busto femenino joven, de perfil izquierdo, cabello recogido y con diadema (que representa a la reina Victoria), orlado con la leyenda en latín abreviado: VICTORIA D:G: BRITANNIAR.REG F D (Victoria dei gratia britanniarum regina fidei defensor: Victoria, reina británica por la gracia de Dios, defensora de la fe), en el exergo con el año: 1856 y en el reverso con una planta de mayo muy foliada y floreada (mayflower, en inglés, que representa al emblema neoescocés), orlada por la leyenda en inglés: PROVINCE OF NOVA SCOTIA   HALFPENNY TOKEN.[14]

- 1 penique de cobre con años 1824 y 1832 de 33 mm de diámetro, en el anverso con un busto masculino, de perfil izquierdo, rostro levemente hacia adelante, con cabello corto y laureado (que representa al rey Jorge IV) y orlado con la leyenda en inglés: PROVINCE OF NOVA SCOTIA, y en el reverso con una flor de cardo con dos hojas grandes, orlada con la leyenda en inglés: ONE PENNY TOKEN y en el exergo con el año.[14]
- De cobre con años 1840 y 1843, con anverso y reverso semejante al anterior pero con busto femenino joven, de perfil izquierdo y con cabello recogido con dos citas (que representa a la reina Victoria).[14]
- De cobre con año 1856, en el anverso con busto femenino joven, de perfil izquierdo, cabello recogido y con diadema (que representa a la reina Victoria), orlado con la leyenda en latín abreviado: VICTORIA D:G: BRITANNIAR.REG F D y en el exergo con el año: 1856, en el reverso con una plata de mayo muy foliada y floreada, orlada por la leyenda en inglés: PROVINCE OF NOVA SCOTIA   ONE PENNY TOKEN.[14]